# 5-та авіаційна база (Португалія)
5-та авіаційна база (також — авіабаза Монте-Реал, порт. Basa Aérea N.º 5) — складова ВПС Португалії.
Розташована у парафії Монте-Реал муніципалітету Лейрія у центральній частині материкової Португалії. Тут базуються 201-ша і 301-ша винищувальні ескадрильї, озброєні літаками F-16. Командувач — полковник Луїш Сілва.

## Історія
У 1938—1941 роках тут працював місцевий аероклуб, згодом військове летовище: 4 жовтня 1959 року відбулося офіційне відкриття авіабази (тоді ж вперше відзначили День частини) у складі двох ескадрилей F-86F.
31 липня 1980 року ВПС Португалії припинили екплуатацію F-86 і вже за рік узяли на озброєння літаки A-7 Corsair II (1981-1999); з 1994-го сюди почали надходити нові і вживані F-16, які у подальшому модернізували до версії MLU.

## Сучасність
2018-го аеродром став місцем проведення навчань «Real Thaw», які шороку влаштовують португальські збройні сили.

### Російсько-українська війна
З 2025 року 5-та база стає місцем вишколу українських пілотів у співпраці з норвезькими інструкторами.